# 蒋家祥
蒋家祥（1925年3月—2017年6月25日），中华人民共和国政治人物，中国民主促进会中央委员会原常务委员，第六、七、八届全国政协委员。